# Dissociation
Dissociation è il sesto album del gruppo musicale mathcore statunitense The Dillinger Escape Plan.

## Tracce
1. Limerent Death – 4:06
2. Symptom of Terminal Illness – 4:03
3. Wanting Not So Much to as To – 5:23
4. Fugue – 3:49
5. Low Feels Blvd – 4:05
6. Surrogate – 5:05
7. Honeysuckle – 4:22
8. Manufacturing Discontent – 4:22
9. Apologies Not Included – 3:23
10. Nothing to Forget – 5:15
11. Dissociation – 6:14

## Formazione
Gruppo
- Ben Weinman – chitarra, programmazioni
- Greg Puciato – voce
- Liam Wilson – basso
- Billy Rymer – batteria
- Kevin Antreassian - chitarra ritmica

Altri musicisti
- Andrew Digrius – tromba
- Zach Hill – batteria in "Dissociation"
- SEVEN)Suns – archi:
  - Amanda Lo – violino
  - Earl Maneein – violino, viola
  - Fung Chern Hwei – viola, violino
  - Jennifer Devore – violoncello